# Placosaris rubellalis
Placosaris rubellalis là một loài bướm đêm trong họ Crambidae.